# 174365 Zibetti
174365 Zibetti è un asteroide della fascia principale. Scoperto nel 2002, presenta un'orbita caratterizzata da un semiasse maggiore pari a 2,7114375 UA e da un'eccentricità di 0,0487948, inclinata di 11,58155° rispetto all'eclittica.
L'asteroide è dedicato all'astronomo italiano Stefano Zibetti.